# Elachyophtalma cotanoides
Elachyophtalma cotanoides är en fjärilsart som beskrevs av Rothschild 1920. Elachyophtalma cotanoides ingår i släktet Elachyophtalma och familjen silkesspinnare. Inga underarter finns listade i Catalogue of Life.